# Господар (титул)
Госпо́дар (ст.-укр. господаръ, гд̃ръ; від лат. dominus) — слов'янський титул правителя. Використовувався монархами Східної Європи — правителями Русі, Литви, Московії, Волощини і Молдавії. У московських документах XVII ст. поступово витіснений титулом госуда́р (рос. государь).

## Королівство Русі

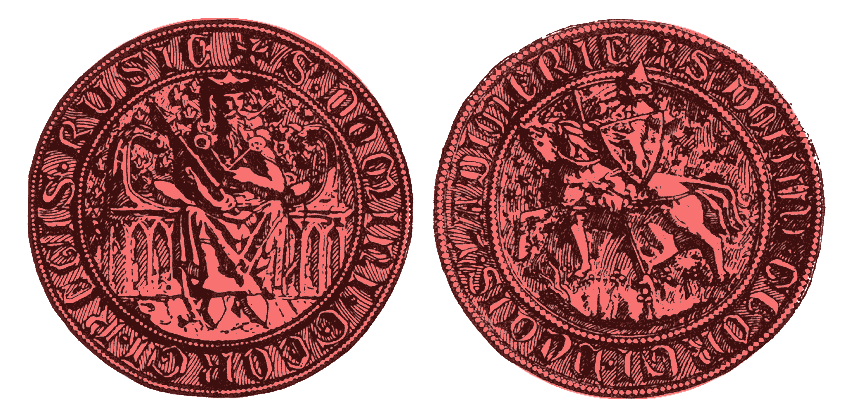
Печатка Юрія І, «Печатка господаря Георгія, Королівства Русі»

Господар (Володар) Русі був один із титулів королів Русі (Галицько-Волинських князів); а також королів Польщі, які після війни за спадщину Королівства Русі почали титулувати себе "Russiae dominus et heres".

## Сербія
Титул «господар» на Балканах був вперше зафіксований на початку XIV століття стосовно сербських правителів у документах із Дубровника. Зокрема, це стосується зетської династії Балшичів. Відома пізніша печатка зетського правителя Івана Чорноєвича 1458 з написом «Иван Црноевич госпо́дар Зетски».

## Литовсько-руська держава
У Великому князівстві Литовському, Руському і Жемантійському вживався у титулатурі великих князів Литовських та Руських як лат. dominus, ст.-укр. господарь, або ст.-укр. государь. Зокрема: 
- У листі великого князя Вітовта від 1392 року вказано титул: лат. Witowdus dei gratia dux Lithuanie, dominus trocensis luczensis etc (Вітовт, милістю Божою, князь Литви, господар Троцький, Луцький та інших)[2]
- Також на печатці Вітовта від 1407 року записано: лат. Sigillum Allexandri allas Wytowdi magnis ducis Lithwanie d[omini]ni Russie et cetera (Печатка Олександра, або Вітовта, великого князя Литви, господаря Русі та інших)

Титул згадується в Литовських статутах.

## Польща
У XIV столітті титул «господар» з'являється у Польщі. У цей час титул закріплюється за польським королем Казимиром III. Пізніше у грамоті 1378 року господарем, зокрема й Руської землі, титулується князь Владислав Опольський.

## Угорщина
- березень 1387[4]
- лат. Nos Sigismundus Dei gratia Marchio Brandenburgensis, sacri romani imperii Archicamerarius, nec non regni Hungarie Dominus

Ми, Сигізмунд, Божою милістю, маркграф Бранденбурзький, верховний камерарій Священної Римської імперії, а також господар Угорського королівства.

## Молдавія та Волощина

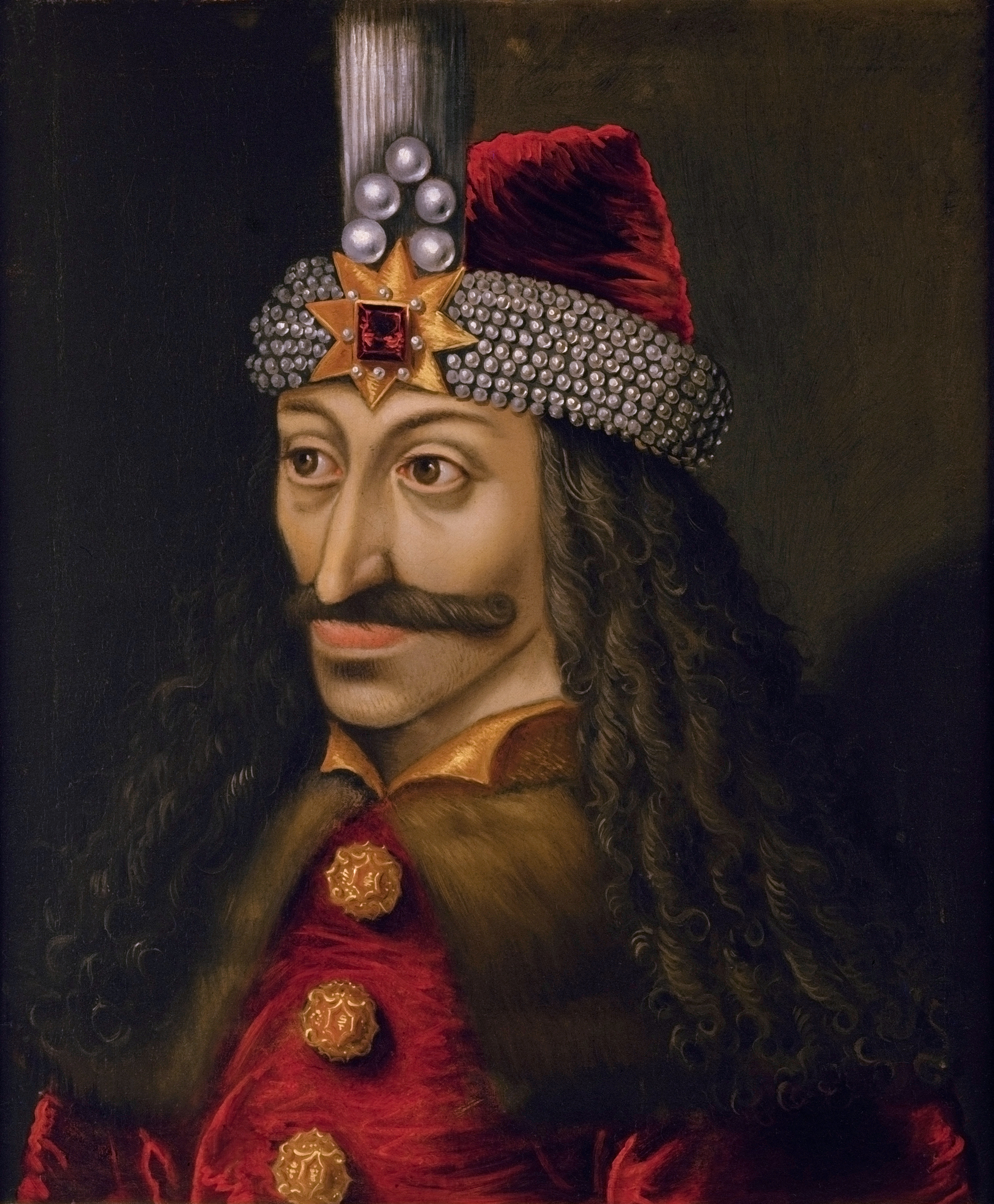
Влад III Дракула — господар Волощини (1448, 1456-1462).

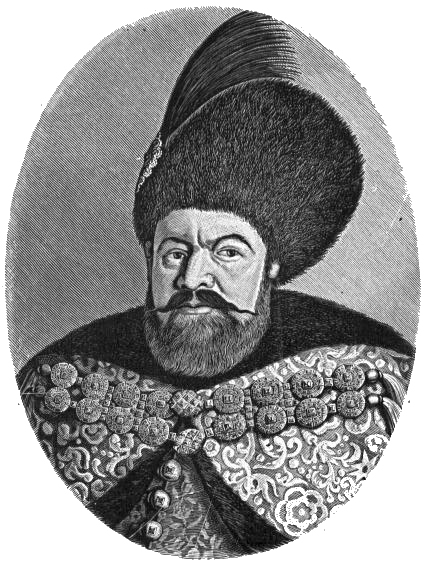
Василь Лупул — господар Молдови (1634-1654)

У слов'янських документах з XV століття по 1866 рік правителі Молдавського та Волоського князівств називалися господарями, поряд з титулом воєводи. В румунських джерелах замість господаря використовувався титул Domn (від лат. Dominus). До XIX століття багато васалів Османської імперії носили цей титул. Зі зростанням румунської незалежності титул домнітора повністю витіснив титул господаря.
До встановлення османського сюзеренітету в Молдові церемоніал присвяти відбувався «милістю Божою» і мав два етапи: «обрання» в полі, на відкритому місці і власне коронація — у церкві митрополії. Господар носив корону, мав необмежене право над своїми підданими, вважався власником території всієї країни, головнокомандуючим армією, верховним суддею. Тільки він мав право оголошувати війну і підписувати мирний договір.
Після встановлення Османського панування молдовський престол став предметом купівлі-продажу. Стіл господаря стали займати представники знатних боярських родів, а також іноземці. У 1711-1821 роках молдовський престол стали займати виключно греки з константинопольського передмістя Фанар. Цей період отримав назву Фанаріотського режиму.
Титул господаря зберігся ще деякий час після об'єднання Молдавського і Волоського князівств в 1859 році в Об'єднане князівство Волощини та Молдови до 1881 року, коли держава була проголошена Румунським королівством з королем на чолі.

## Московія
Один із титулів московського царя.

## Чорногорія
З 1853 р . «Господар» — титул правителя в Чорногорському князівстві, який використовувався поряд з офіційним титулом «князь». Князь Данило титулується (згідно з документом 1853 р.) як Његова Свјетлост Господар Књаз. Стаття 3 Уложення князя Данила (1855 р.) говорить, що «князь є господарем нашої країни». Крім того, князь Нікола I титулувався як књаз и господар Чорногорії.
Однією з причин використання титулу « Господар » у ХІХ столітті є політична символіка, яку він має (оскільки Бальшичі та Црноєвичі мали той самий титул). Його повторне використання показало, що Петровичі-Негоші були спадкоємцями середньовічних династій Зети та Чорногорії.